# Glovelier
Glovelier är en ort i kommunen Haute-Sorne i kantonen Jura i Schweiz. Den ligger cirka 11,5 kilometer sydväst om Delémont. Orten har 1 244 invånare (2021).
Orten var före den 1 januari 2013 en egen kommun, men slogs då samman med kommunerna Bassecourt, Courfaivre, Soulce och Undervelier till den nya kommunen Haute-Sorne.